# Heinrich Seemann (Domherr)
Heinrich Seemann († um 1259) war in der ersten Hälfte des 13. Jahrhunderts Mitglied des Domkapitels zu Regensburg. Am 20. April 1255 stiftete er das Kloster Seemannshausen in der Nähe des Markts Gangkofen in Niederbayern.

## Heinrich Seemann als Regensburger Domherr
Heinrich Seemann ist erstmals im Jahr 1221 als Regensburger Domherr urkundlich fassbar (spätere Nennungen erfolgen 1224, 1229 und 1232). Ab Mai 1237 erscheint er als Archidiakon und am 20. September 1250 wird er in einer Urkunde als Domkustos genannt. Als Nachfolger Heinrichs von Lerchenfeld wurde Heinrich Seemann Domdekan und urkundete als solcher erstmals am 1. Februar 1252. Letztmals erscheint er am 18. November 1256 als Aussteller einer Urkunde für das gesamte Regensburger Domkapitel. Bald danach muss Heinrich Seemann verstorben sein, denn schon für den 2./3. Januar 1259/60 wird sein Jahrtag im Urbar des Kollegiatstifts St. Johann in Regensburg verzeichnet.
Wenig mehr als diese dürren Datenreihen seiner Tätigkeit am Regensburger Dom findet man zur Person Heinrich Seemanns. Sein Eintritt ins Domkapitel vor 1221 gerade zur Amtszeit des Bischofs Konrad IV. (1204–1226) aus dem Geschlecht der niederbayerischen Grafen von Frontenhausen-Teisbach mag auf eine Verbindung mit dieser Adelsfamilie hindeuten, deren Herrschaftsschwerpunkt wenige Kilometer östlich des Stammsitzes der Seemann lag. 
Heinrich Seemann scheint recht wohlhabend gewesen zu sein. So stiftete er als Domherr mehrere gut dotierte Jahrtage, die auch einen Einblick in seine Familienverhältnisse gewähren: 1229 übertrug er zusammen mit seinen Brüdern Friedrich Seemann und Wernher Seemann einen Weingarten zu „Waibling“ (Kirchdorf Waibling, Markt Pilsting, Landkreis Dingolfing-Landau) (auf Karte hier:⊙) dem Regensburger Spital St. Johann „ultra pontem“ (jenseits der Steinernen Brücke), dem späteren Katharinenspital in Stadtamhof, für einen Jahrtag für seine Eltern Konrad Seemann und Reilindis Seemann. Im Jahr 1244 dotierte er ein Seelengedächtnis im Regensburger Damenstift Obermünster mit einer Hube in „Traubling“ (Pfarrdorf Obertraubling, Landkreis Regensburg). Dem Oberpfälzer Kloster Kastl half er 1245 mehrfach mit Geldzahlungen aus und erhielt dafür zum Pfand eine Leibrente aus Weinbergen des Klosters zu Kager (Ortsteil Kager, Stadt Regensburg) (auf Karte hier:⊙) und das sogenannte Kastlerhaus in der Regensburger Brückstraße. Letzteres übergab Seemann 1255 dem Kollegiatstift St. Johann gegen Votivmessen und einen Jahrtag für sich und seinen Vater Konrad.

## Die Adelsfamilie Seemann von Mangern

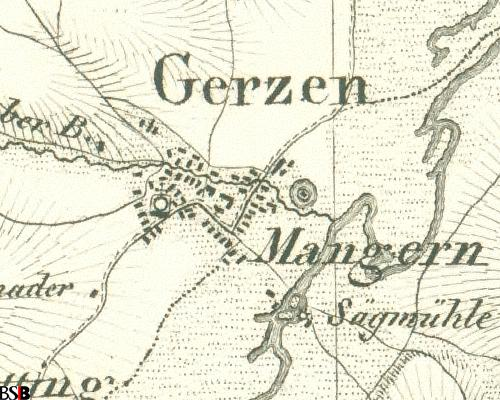
Burgstall Mangern mit Wassergraben östlich des Markts Gerzen (Topographische Karte von Bayern 1835)

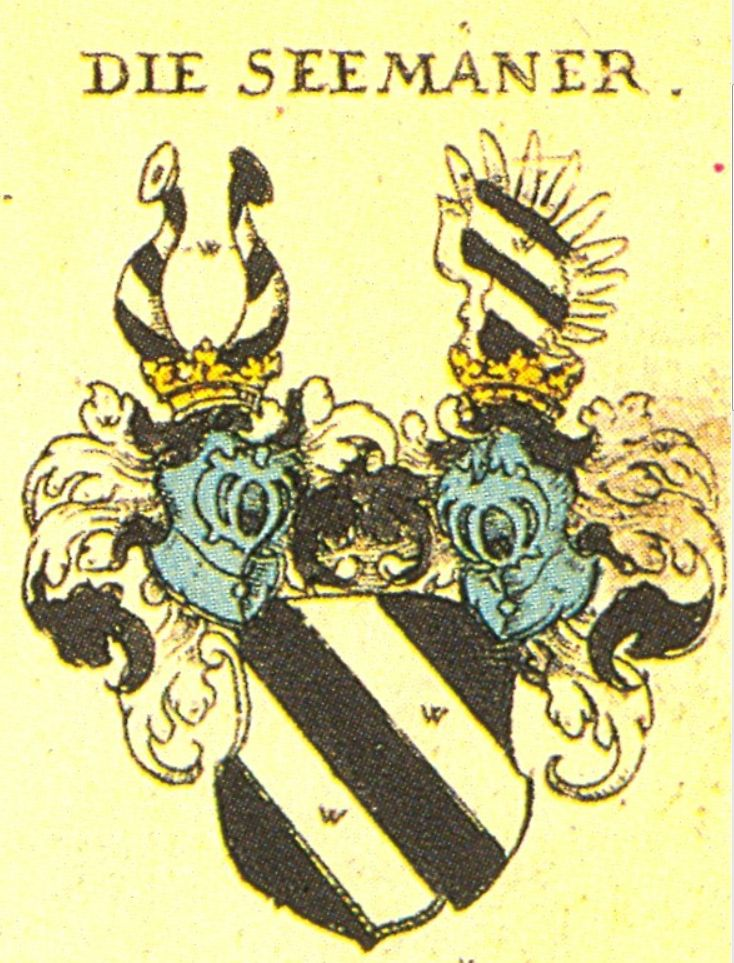
Wappen der Seemaner nach Joh. Siebmacher 1605

Ihren Namen führt die adelige Familie der Seemann von Mangern in ihrer eigenen Hausgeschichte auf die ansonsten unbelegte Abstammung aus dem Gebiet Zeeland in den Niederlanden zurück. Von dort sei sie nach einer Überschwemmungskatastrophe im Jahr 1175, in der mehrere Dörfer, Burgen und 275 Hektar Land verwüstet worden waren, nach Bayern ausgewandert, wo um 1220 ein Hans Seemann den neuen Stammsitz Mangern erbaut haben soll. Weit früher erscheint um 1170/75 ein „Chunradus Seman“ als Zeuge einer Schenkung des Grafen Heinrich (III.) von Lechsgemünd in den Rechtsaufzeichnungen der Grafen von Falkenstein, dem Codex Falkensteinensis aus dem Kloster Weyarn. Auch in frühen Adelsbeschreibungen erscheint dieser Konrad als ältester Spitzenahn (Stammvater).
Stammsitz der Seemann in Bayern war der Burgstall Mangern (auf Karte hier: ⊙) an der Vils, heute ein Ortsteil des Markts Gerzen. Weniger die Überflutung in Seeland als wohl Gefolgschaft für die bayerischen Herzöge wird die Seemann nach Mangern gebracht haben. Dort scheinen sie in der ersten Hälfte des 13. Jahrhunderts ein herzogliches Furtlehen zur Sicherung von Straße und Übergang über die Vils eingenommen zu haben, was dann die Grundlage ihrer Niedergerichtsherrschaft war. Wie lange der Stammsitz Mangern in der Hand der Seemann blieb, ist nicht eindeutig. Schon von der zweiten Hälfte des 14. Jahrhunderts an ist eine Neuorientierung der Familie festzustellen: weiter ins niederbayerische Hügelland und an die untere Isar östlich von Dingolfing um die Hofmarken von Gottfrieding (Landkreis Dingolfing-Landau) und Hofdorf (Gemeinde Mengkofen, Landkreis Dingolfing-Landau) (auf Karte hier:⊙). Am Anfang des 16. Jahrhunderts stirbt die bayerische Linie der Seemann aus. Auch die Hofmark Mangern ist seit dem Verkauf des Stammsitzes im Jahr 1477 durch Daniel Seemann, Pfarrer zu Waldzell (Bezirk Ried im Innkreis, Oberösterreich) nicht mehr im Besitz der Familie. Um 1597 kommt Mangern zusammen mit der ungleich bedeutenderen benachbarten Hofmark Gerzen an die Freiherrn von Vieregg, die dort bis zum Anfang des 19. Jahrhunderts sitzen. Im Jahr 1833 geht dann Mangern im umfangreichen Hofmarkenkonglomerat auf, das sich der Staatsminister Maximilian von Montgelas hier aufkaufte.

## Die Seemann als Gründer und Förderer des Klosters Seemannshausen

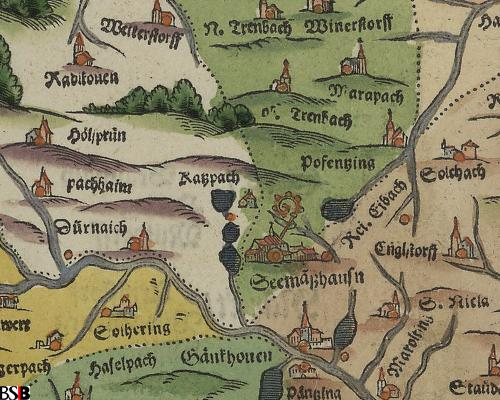
Kloster Seemannshausen (Bayerischen Landtafeln von Philipp Apian 1563)

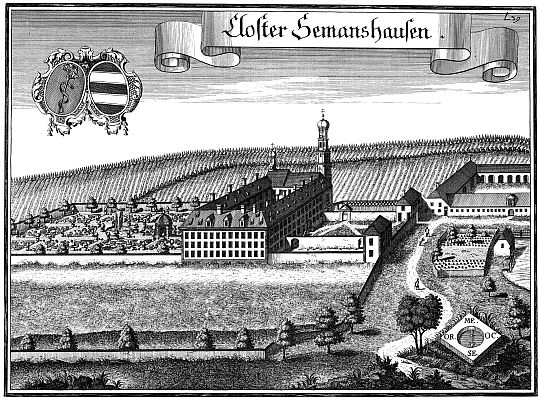
Kloster Seemannshausen (Stich von Michael Wening 1710)

Der Geschichte des Klosters Seemannshausen in der Nähe des Markts Gangkofen in Niederbayern stehen die Seemann als Gründer und Förderer voran. Erstmals in Kontakt mit dem Ort der späteren Niederlassung trat die Familie mit der Einheirat der Schwester des Klostergründers Siguna Seemann in den benachbarten Landadel. Sie ehelichte im zweiten Viertel des 13. Jahrhunderts Otto Pölnkofer. Sein Stammsitz Pölnkofen (das spätere Seemannshausen) befand sich wenige Kilometer südöstlich des Sitzes der Seemann in Mangern und war Lehen der in diesem Raum begüterten Grafen von Leonsberg (in Karte hier:⊙) (Markt Pilsting, Landkreis Dingolfing-Landau). Mit dem Tod Ottos muss der Bruder Sigunas, Heinrich Seemann, die Vormundschaft über seinen Neffen Sighard, den unmündigen Sohn Sigunas mit Otto Pölnkofer übernommen haben. Schon zu dieser Zeit muss eine Klostergründung auf dem Stammsitz Pölnkofen geplant worden sein, möglicherweise auch schon von den Pölnkofern. Aber war es nun die mit der Vormundschaft verbundene Verfügungsgewalt über den Sitz Pölnkofen oder ein förmlicher Kauf der Güter, wie es im Fundationsbrief erscheint („quam ab ipsa [sorore] et a filio eius libere absolvi“), jedenfalls nutzte Heinrich Seemann die Liegenschaften für die Gründung eines Wilhelmitenklosters im April 1255, in dem er um 1259 seine letzte Ruhestätte fand.
Auch nach der Errichtung des Klosters und dessen Umwandlung zu einem Konvent der Augustiner-Eremiten im Jahr 1263 haben die Mitglieder der Familie Seemann die Stiftung ihres Vorfahren immer wieder unterstützt. Aber erst knapp hundert Jahre nach der Gründung erscheint wieder ein Seemann in den Urkunden. Am 30. November 1349 stifteten Peter Seemann, seine Frau Adelheid und ihre Söhne Dietrich Seemann und Hans Seemann einen Jahrtag im Konvent. Peter Seemann zu Mangern war zu dieser Zeit Pflegrichter zu Rosenheim (1340–63), wurde später Pflegrichter zu Marquartstein (1360–78) und erscheint in Urkunden von 1378 bis 1380 als Hofmeister Herzog Friedrichs von Bayern-Landshut (1375–93) und seiner Frau Anna von Neuffen. Am 23. April 1400 stifteten ein Hans Seemann zu Mangern und seine Frau Anna einen Jahrtag. Besonders wichtig für den Konvent Seemannshausen muss im 15. Jahrhundert die Unterstützung durch Stephan Seemann gewesen sein. Im Seemannshausener Kopialbuch ist diese Stiftung unter dem 19. April 1437 eingeschrieben: Stephan Seemann zu Mangern, zur Zeit Pflegrichter zu Cham, seine Frau Anna und der Sohn Christoph Seemann stiften unter Prior Georg Kastl ein Seelgerät aus einer täglichen Messe auf dem Magdalenenaltar und einen aufwändigen Jahrtag mit acht Priestern am Festtag der heiligen Maria Magdalena. Siegler waren neben dem Stifter seine Brüder Georg Seemann auf Mangern und Wilhelm Seemann, Jägermeister Herzog Heinrichs XVI. (1393–1469) von Bayern-Landshut. Der Stifter und „alter fundator“ (zweiter Gründer) Seemannshausens Stephan Seemann wurde wenig später 1443 in der Kirche bestattet.
Letzter Seemann, der im Seemannshausener Konventsarchiv erscheint, ist Daniel Seeman, Pfarrer zu Waldzell (Bezirk Ried im Innkreis, Oberösterreich). Sein Amtsnachfolger Georg Appinger und die Zechpröpste der dortigen Liebfrauenkirche bestätigten im Jahr 1511 der Familie Seemann bzw. dem „Verweser des Closters Seemannshausen an ihrer Statt“, dass nach dem Tod des Daniel dessen Vetter Konrad Seemann für ihn zwei Jahrtage in der Pfarrkirche gestiftet hatte. Sollten diese in Waldzell verabsäumt werden, sollten sie an den Konvent Seemannshausen übertragen werden.